# Sziámi kobra
A sziámi kobra (Naja siamensis) Indokínában elterjedt köpködőkobra-faj. 

## Megjelenése

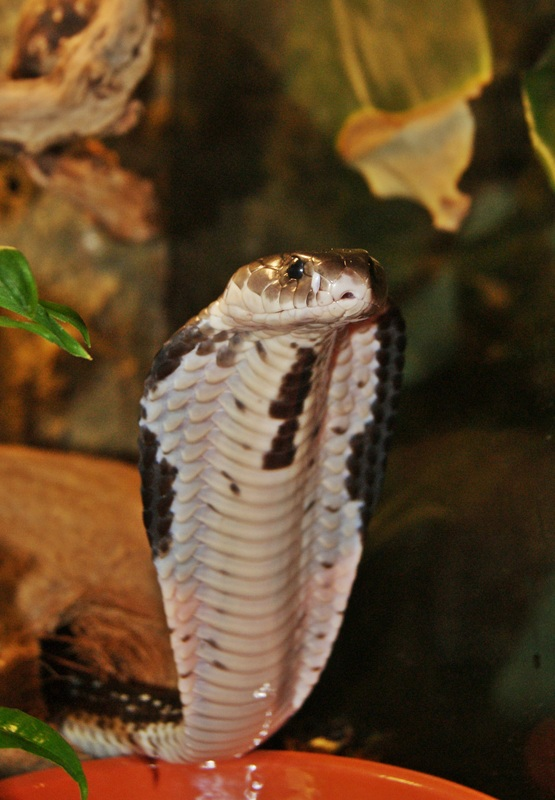

A sziámi kobra közepes méretű, vaskos testalkatú kobrafaj: hossza általában 90–120 cm, de ritkán elérheti a 160 centimétert is. Teste kissé ellapuló, farokrésze hengeres. A többi kobrához hasonlóan fenyegető pozitúrájában felső bordáit képes csuklyává kifeszíteni. Feje lapított, csak kissé különül el a nyakától. Orra rövid, lekerekített, orrlyukai nagyok. Szemei közepesen nagyok, pupillája kerek.
Színezete nagyon változékony. A Thaiföld északi és keleti régióiból származó egyedek egyszínűek: világosbarnák, olívaszínűek, néha zöldesek. A délebbre élő kobrák különböző mintázatú fekete-fehérek, egyedi elrendezésű foltokkal, keresztsávokkal. Csuklyája hasi oldalán is lehet vagy hiányozhat a fekete alsó keresztsáv. Előfordulnak teljesen fekete példányok is. Thaiföld északi, keleti és délkeleti vidékein csuklyamintázatuk főleg szemüvegforma vagy V, esetleg H alakzat, de sokszor egészen vagy halvány vagy hiányzik. Közép-Thaiföldön a H-forma is gyakori, de itt sok a csuklyaminta nélküli sziámi kobra.  

## Elterjedése és életmódja
A sziámi kobra az Indokínai-félszigeten Thaiföldön (kivéve a Maláj-félszigetet), Kambodzsában, Dél-Vietnámban, Dél-Laoszban és Mianmar thai határvidékén honos, mintegy 800 ezer km²-en.
Síksági és dombvidéki erdők és mezőgazdasági területek lakója, előfordul rizsföldeken is. Elsősorban a lombhullató, ritkás, ligetes erdőket kedveli, a zárt lombkoronájú örökzöld erdőkből hiányzik.
Elsősorban nappal aktív; rágcsálókkal, madarakkal, békákkal, gyíkokkal, kisebb kígyókkal táplálkozik. Ha veszélyeztetve érzi magát fenyegető pozitúrát vesz fel; mérgét képes akár három méter távolságra, eléggé gyorsan és pontosan háborgatója arcába köpni. Végső esetben harapáshoz is folyamodik.
Tojásrakással szaporodik, a nőstény 13-19 tojást helyez egy fészekbe.    

## Mérge
Harapása mérgező, esetenként emberre halálos is lehet. A méreg főleg az idegingerület terjedését akadályozó neurotoxinokat és kisebb mennyiségben kardiotoxint tartalmaz. A marás helye fájdalmasan megduzzad, kivörösödik, felhólyagosodik, hosszabb távon (3-7 nap) lokális szövetelhalás lehetséges. Az egyéb tünetek közé a fejfájás, hányinger, hányás, hasmenés, szédülés, izomrángások és közepes vagy súlyos izombénulás (az esetek 10%-ában)  tartoznak. A légzőizmok bénulása ritkán halálos végkimenetelű lehet. Másodlagosan szív- és vesekárosodás léphet fel.
A szembe köpött kobraméreg nagyon fájdalmas kötőhártya és szaruhártyasérülést, gyulladást okoz amit másodlagos baktériuminfekció is súlyosbíthat. Végleges vakság is előfordulhat. 

## Természetvédelmi helyzete
A sziámi kobrát a Természetvédelmi Világszövetség a Vörös listán sebezhető kategóriába sorolta. Vietnámban, Kambodzsában és Laoszban gyűjtik a fajt és a hagyományos orvoslás céljaira használják fel otthon, vagy hasonló céllal Kínába exportálják. Bőre is kereskedelmi forgalomba kerül, és kígyópálinkát is készítenek belőle. Thaiföldön már betiltották exportját. Vietnámban sikeres kísérletek folynak a tenyésztésével, mert az utóbbi tíz évben vadon élő populációjának létszáma kevesebb mint felére csökkent. A washingtoni egyezmény tiltja nemzetközi kereskedelmét.